# Schurwaldrand Altbach-Plochingen-Reichenbach
Schurwaldrand Altbach-Plochingen-Reichenbach ist ein Landschaftsschutzgebiet mit der Schutzgebietsnummer 1.16.079 im Landkreis Esslingen in Baden-Württemberg.  

## Lage und Beschreibung
Das Landschaftsschutzgebiet umfasst die Hangwälder des Schurwalds zum Neckar- und Filstal zwischen Altbach und Reichenbach. Markante Schurwaldklingen, Streuobstwiesen und historische Weinbergmauern bestimmen den Gebietscharakter und vermitteln einen hohen Erholungswert.
Das Schutzgebiet entstand durch Verordnung des Landratsamtes Esslingen vom 20. März 1987. Es gehört zu den Naturräumen 101-Mittleres Albvorland, 106-Filder und 107-Schurwald und Welzheimer Wald innerhalb der naturräumlichen Haupteinheit 10-Schwäbisches Keuper-Lias-Land.

## Schutzzweck
Wesentlicher Schutzzweck ist laut Schutzgebietsverordnung die Erhaltung der Vielfalt, Eigenart und Schönheit der weitgehend naturnahen Hangwälder zum Neckar- und Filstal einschließlich der markanten Schurwaldklingen. Die Streuobstwiesengebiete, insbesondere auch die noch vorhandenen historischen Weinbergmauern, bestimmen den landschaftlichen Charakter und sind als natürlicher Lebensraum für Pflanzen und Tiere besonders wertvoll. Darüber hinaus ist die Erhaltung als Erholungsraum für die Allgemeinheit und der Schutz vor einer weitergehenden Bebauung, insbesondere einer Beeinträchtigung durch Kleinbauten und Einfriedigungen, von besonderer Bedeutung.